# بازی‌های مدیترانه ۲۰۱۳
بازی‌های مدیترانه ۲۰۱۳ (انگلیسی: 2013 Mediterranean Games) هفدهمین دوره مسابقات بازی‌های مدیترانه است که از ۲۰ تا ۳۰ ژوئن ۲۰۱۳ در مرسین، ترکیه برگزار شده است. این بازی‌ها با حضور ۳٬۰۶۴ ورزشکار از ۲۷ کشور انجام شده است.
در ابتدا قرار بود شهرهای ولس و لاریسا از کشور یونان میزبان این دوره از بازی‌ها باشند اما به دلیل بحران بدهی دولت یونان در تاریخ ۲۸ ژانویه ۲۰۱۱ با تصمیم کمیته بین‌امللی بازی‌های مدیترانه میزبانی از یونان گرفته شده و پس از نظرخواهی دوباره بین سه شهر تاراگونا، طرابلس و مرسین در ۲۳ فوریه شهر مرسین به‌عنوان میزبان انتخاب شد.

## ورزش‌ها
- ورزش‌های آبی
  -  شنا  (جزئیات)
  -  ورزش شنا (جزئیات)
  -  واترپلو  (جزئیات)
- تیراندازی با کمان  (جزئیات)
- دو و یمدانی
  -  دو و میدانی  (جزئیات)
  -  دو و میدانی پارالمپیک (جزئیات)
- بدمینتون  (جزئیات)
- بسکتبال  (جزئیات)
- بوچه  (جزئیات)
- بوکس  (جزئیات)
- قایقرانی  (جزئیات)
- دوچرخه‌سواری  (جزئیات)
- شمشیربازی  (جزئیات)
- فوتبال  (جزئیات)
- ژیمناستیک
  -  ژیمناستیک هنری (جزئیات)
  -  ژیمناستیک ریتمیک (جزئیات)
- هندبال  (جزئیات)
- جودو  (جزئیات)
- کاراته  (جزئیات)
- روئینگ  (جزئیات)
- قایقرانی بادبانی  (جزئیات)
- تیراندازی  (جزئیات)
- تنیس روی میز  (جزئیات)
- تکواندو  (جزئیات)
- تنیس  (جزئیات)
- والیبال
  -  والیبال ساحلی (جزئیات)
  -  والیبال (جزئیات)
- اسکی روی آب  (جزئیات)
- وزنه‌برداری  (جزئیات)
- کشتی  (جزئیات)

## کشورهای شرکت‌کننده
همه ۲۴ کشور عضو ICMG در بازی‌ها شرکت کردند. این بالاترین تعداد کشورها در هر دوره بازی‌های مدیترانه ای بود. مقدونیه برای اولین بار در این بازی‌ها شرکت کرد.
- آلبانی
- الجزایر
- آندورا
- بوسنی و هرزگوین
- کرواسی
- قبرس
- مصر
- فرانسه
- یونان
- ایتالیا
- لبنان
- لیبی
- مقدونیه (اولین حضور)
- مالت
- موناکو
- مونته‌نگرو
- مراکش
- سان مارینو
- صربستان
- اسلوونی
- اسپانیا
- سوریه
- تونس
- ترکیه (میزبان)

| نوبت | کشور                   | پرچم‌دار                | ورزش       |
| ---- | ---------------------- | ---------------------- | ---------- |
| 1    | Albania                |                        |            |
| 2    | Algeria                |                        |            |
| 3    | Andorra                |                        |            |
| 4    | Bosnia and Herzegovina | Amel Mekić             | Judo       |
| 5    | Croatia                | Giovanni Cernogoraz    | Shooting   |
| 6    | Cyprus                 | Herodotos Giorgallas   | Gymnastics |
| 7    | Egypt                  | Alaaeldin Abouelkassem | Fencing    |
| 8    | France                 | Steeve Guénot          | Wrestling  |
| 9    | Greece                 |                        |            |
| 10   | Italy                  | Jessica Rossi          | Shooting   |
| 11   | Lebanon                |                        |            |
| 12   | Libya                  |                        |            |
| 13   | Macedonia              | Darko Sokolov          | Basketball |
| 14   | Malta                  |                        |            |
| 15   | Monaco                 |                        |            |
| 16   | Montenegro             | Milena Knežević        | Handball   |
| 17   | Morocco                |                        |            |
| 18   | San Marino             | Karim Gharbi           | Judo       |
| 19   | Serbia                 | Ivana Maksimović       | Shooting   |
| 20   | Slovenia               | Lucija Polavder        | Judo       |
| 21   | Spain                  | Nicolás García         | Taekwondo  |
| 22   | Syria                  |                        |            |
| 23   | Tunisia                |                        |            |
| 24   | Turkey                 | Rıza Kayaalp           | Wrestling  |

## جدول مدال‌ها
*   کشور میزبان (ترکیه)
| رتبه            | کشور            | طلا | نقره | برنز | مجموع |
| --------------- | --------------- | --- | ---- | ---- | ----- |
| ۱               | ایتالیا         | ۷۰  | ۵۲   | ۶۴   | ۱۸۶   |
| ۲               | ترکیه*          | ۴۷  | ۴۳   | ۳۶   | ۱۲۶   |
| ۳               | فرانسه          | ۲۵  | ۲۶   | ۴۵   | ۹۶    |
| ۴               | اسپانیا         | ۲۱  | ۳۲   | ۲۹   | ۸۲    |
| ۵               | مصر             | ۲۱  | ۲۲   | ۲۴   | ۶۷    |
| ۶               | یونان           | ۱۵  | ۱۸   | ۲۶   | ۵۹    |
| ۷               | اسلوونی         | ۱۳  | ۱۱   | ۱۱   | ۳۵    |
| ۸               | صربستان         | ۱۲  | ۱۱   | ۱۱   | ۳۴    |
| ۹               | کرواسی          | ۱۱  | ۷    | ۹    | ۲۷    |
| ۱۰              | تونس            | ۹   | ۱۷   | ۲۲   | ۴۸    |
| ۱۱              | الجزایر         | ۹   | ۲    | ۱۵   | ۲۶    |
| ۱۲              | مراکش           | ۷   | ۱۰   | ۱۱   | ۲۸    |
| ۱۳              | آلبانی          | ۳   | ۲    | ۵    | ۱۰    |
| ۱۴              | قبرس            | ۲   | ۲    | ۳    | ۷     |
| ۱۵              | مونته‌نگرو       | ۱   | ۱    | ۳    | ۵     |
| ۱۶              | مالت            | ۱   | ۱    | ۰    | ۲     |
| ۱۷              | سان مارینو      | ۰   | ۲    | ۳    | ۵     |
| ۱۸              | سوریه           | ۰   | ۲    | ۰    | ۲     |
| ۱۹              | مقدونیه         | ۰   | ۱    | ۴    | ۵     |
| ۲۰              | بوسنی و هرزگوین | ۰   | ۱    | ۳    | ۴     |
| ۲۱              | لبنان           | ۰   | ۰    | ۲    | ۲     |
| ۲۲              | آندورا          | ۰   | ۰    | ۰    | ۰     |
| ۲۲              | لیبی            | ۰   | ۰    | ۰    | ۰     |
| ۲۲              | موناکو          | ۰   | ۰    | ۰    | ۰     |
| مجموع (۲۴ کشور) | مجموع (۲۴ کشور) | ۲۶۷ | ۲۶۳  | ۳۲۶  | ۸۵۶   |

## نگارخانه

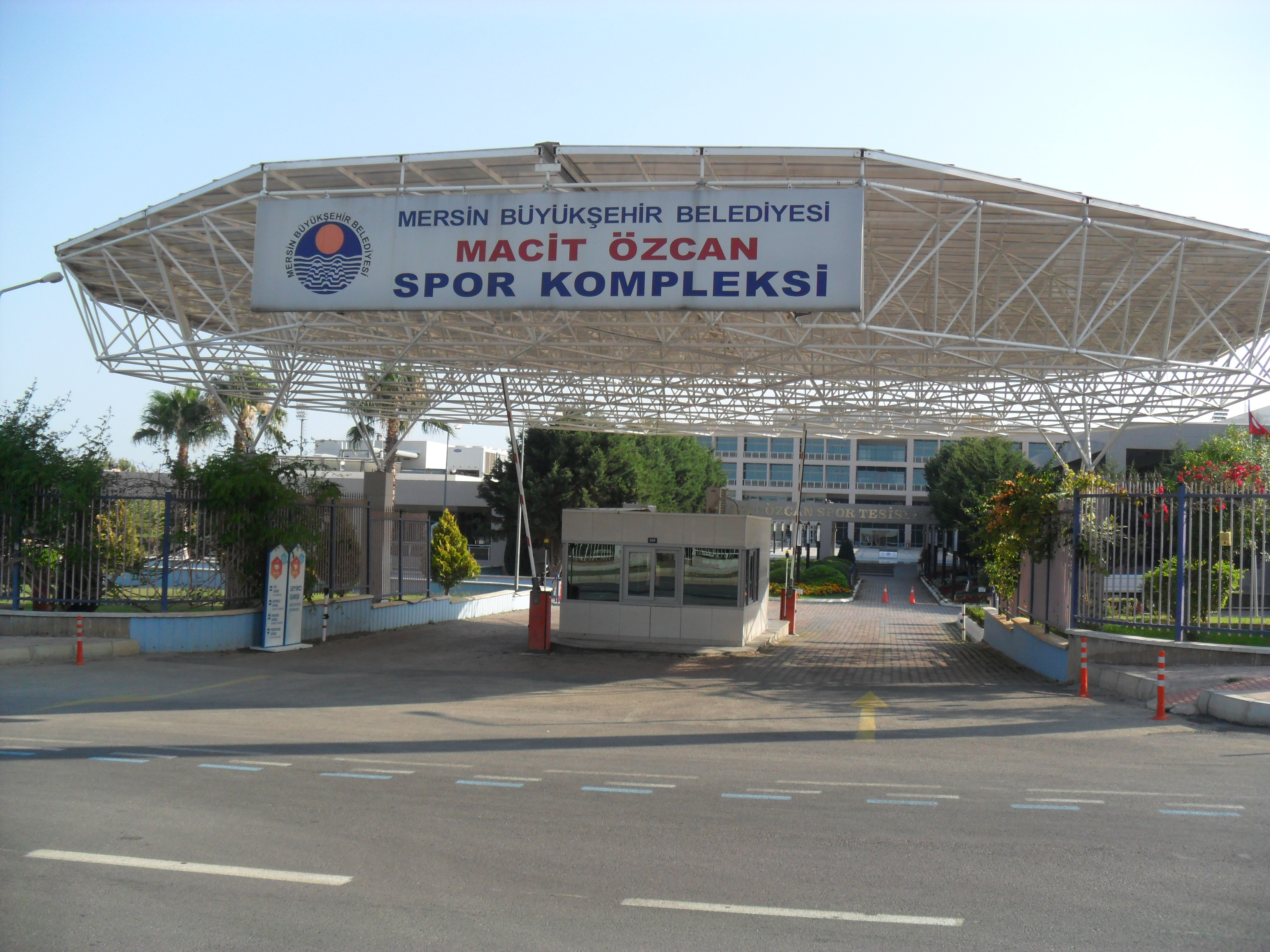
مجموعه ورزشی مجیت اوزجان
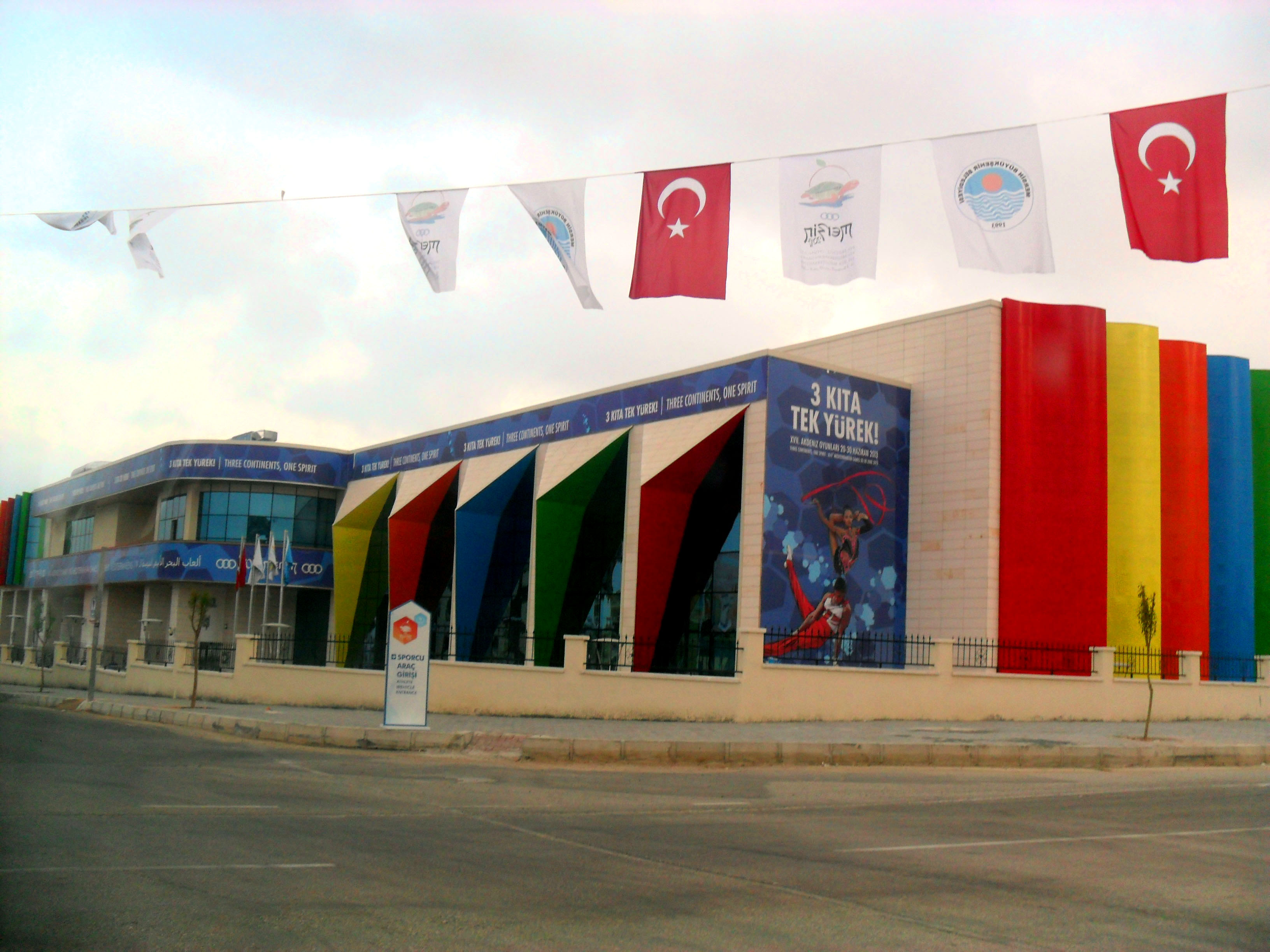
سالن ژیمناستیک مرسین
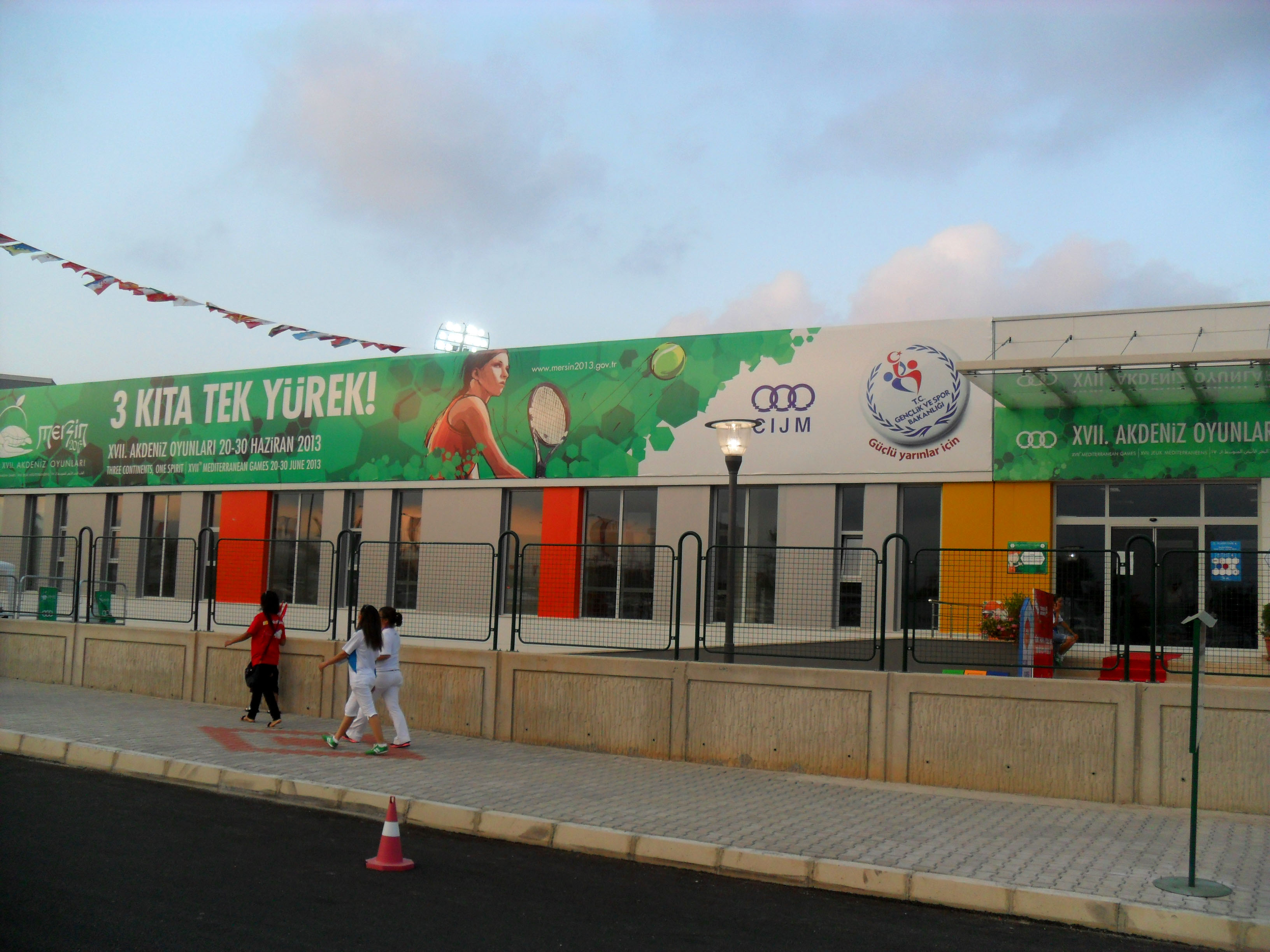
مجموعه تنیس مرسین
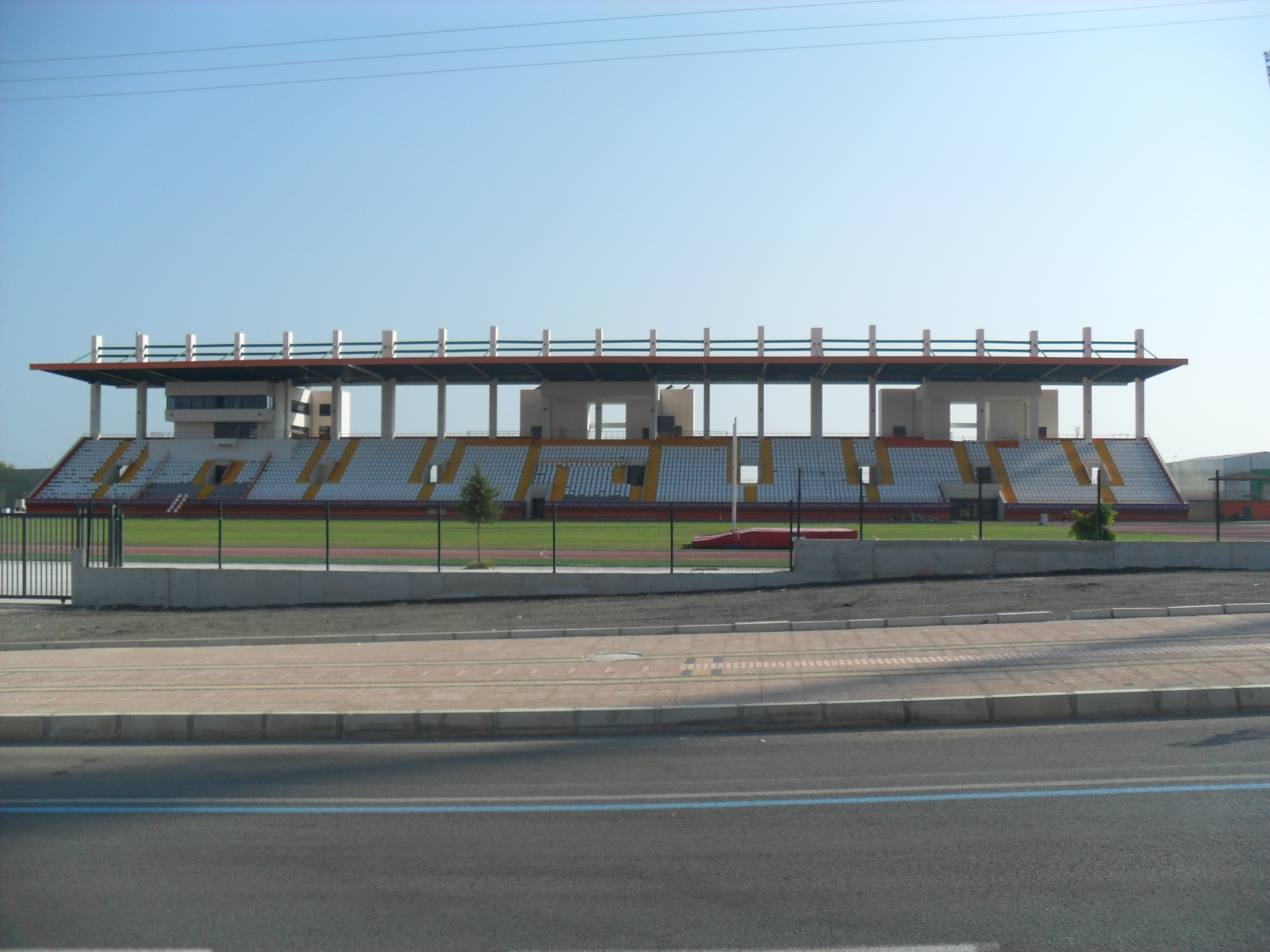
مجموعه دو و میدانی نوین یانیت
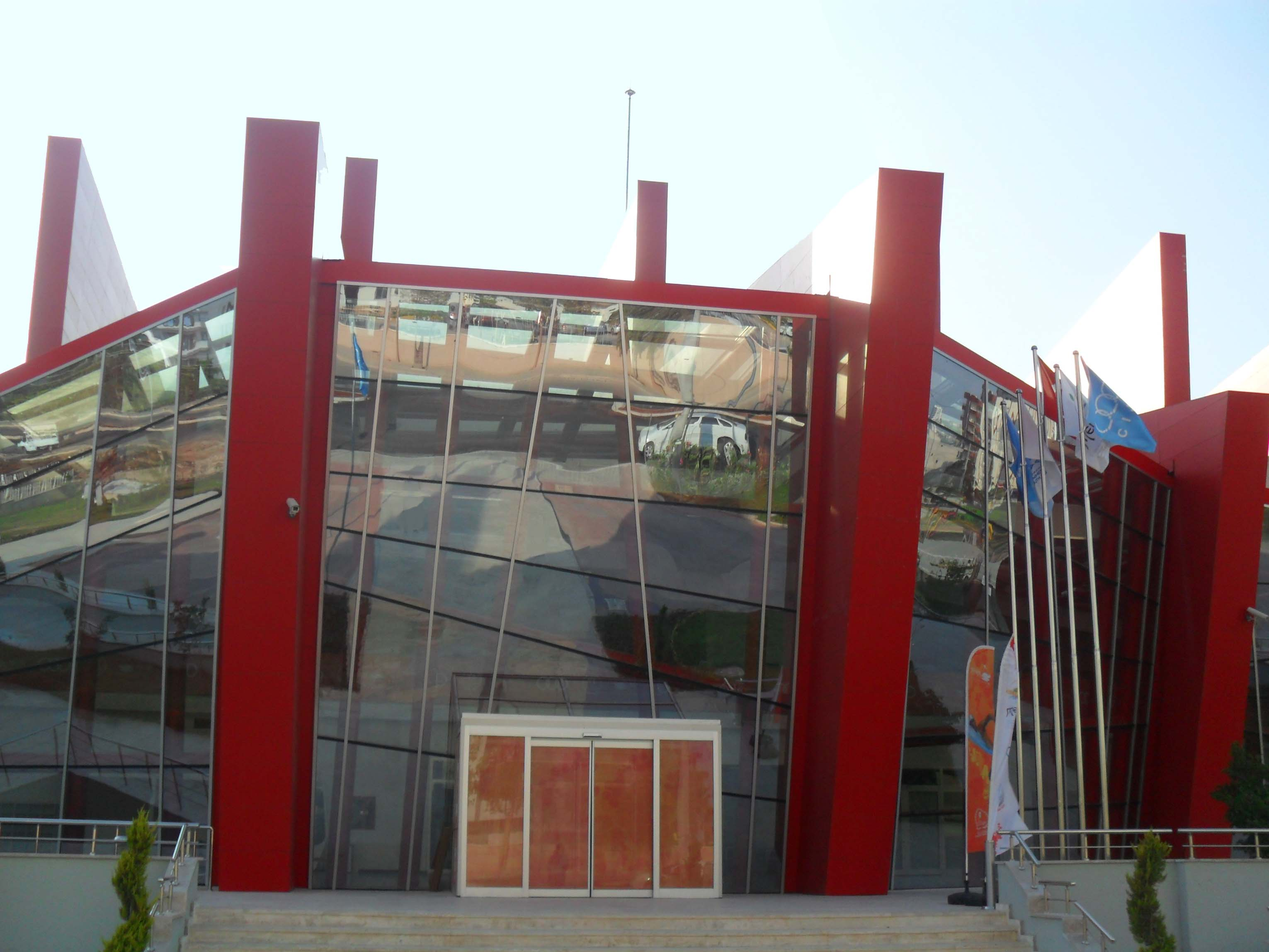
استخر شنا مرسین
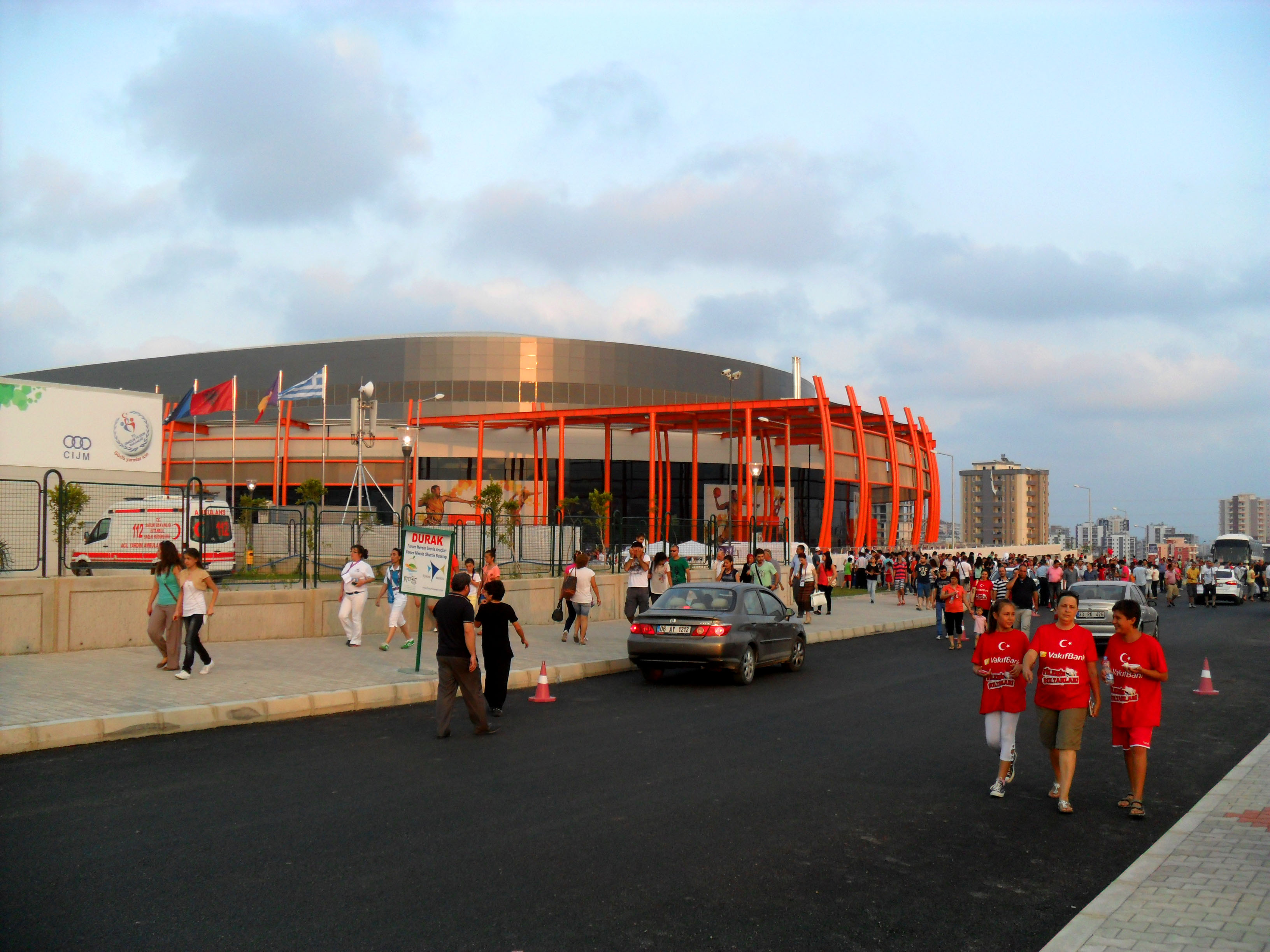
ثروت تازه‌گل آرنا
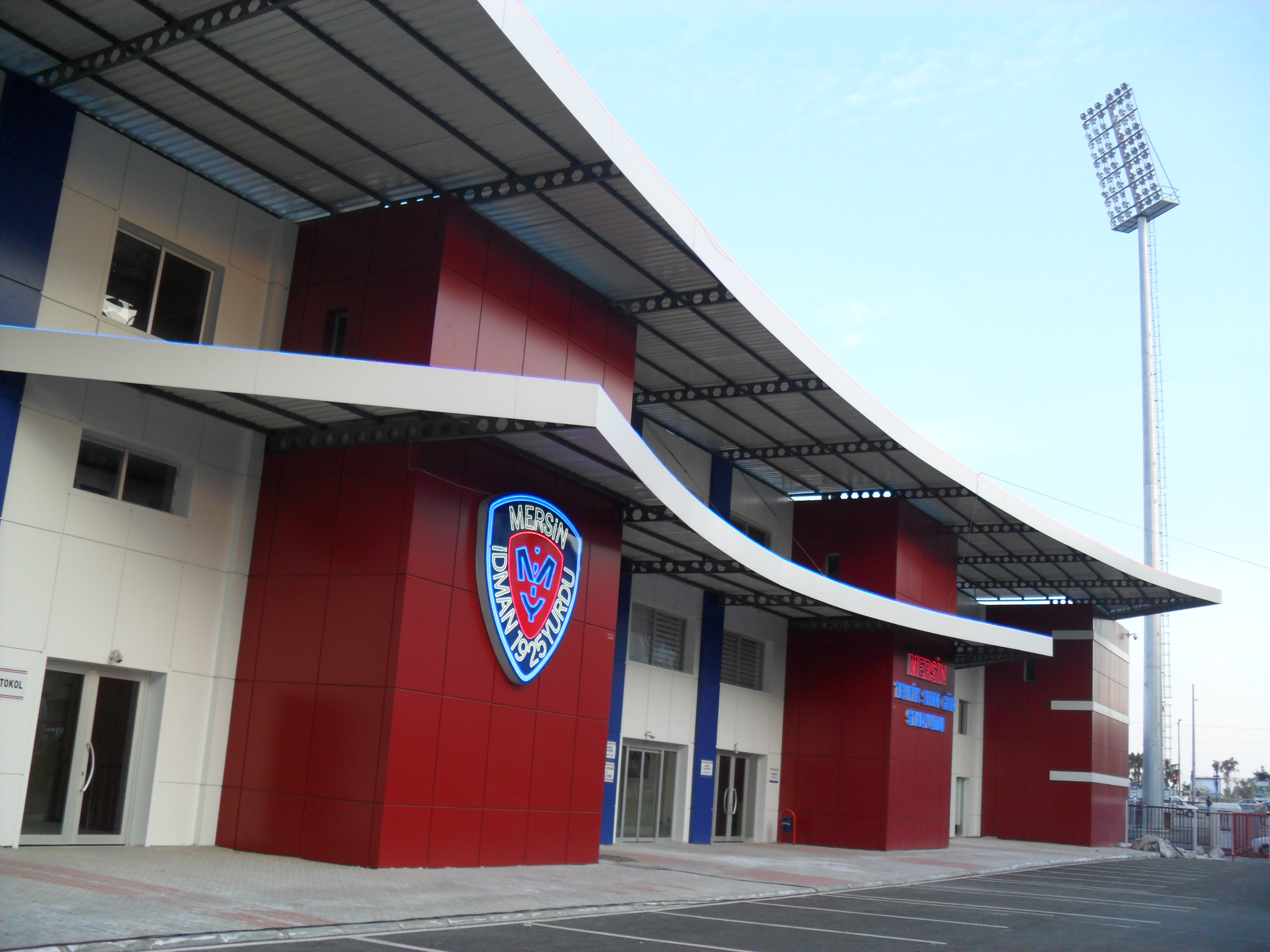
ورزشگاه توفیق سیری گور
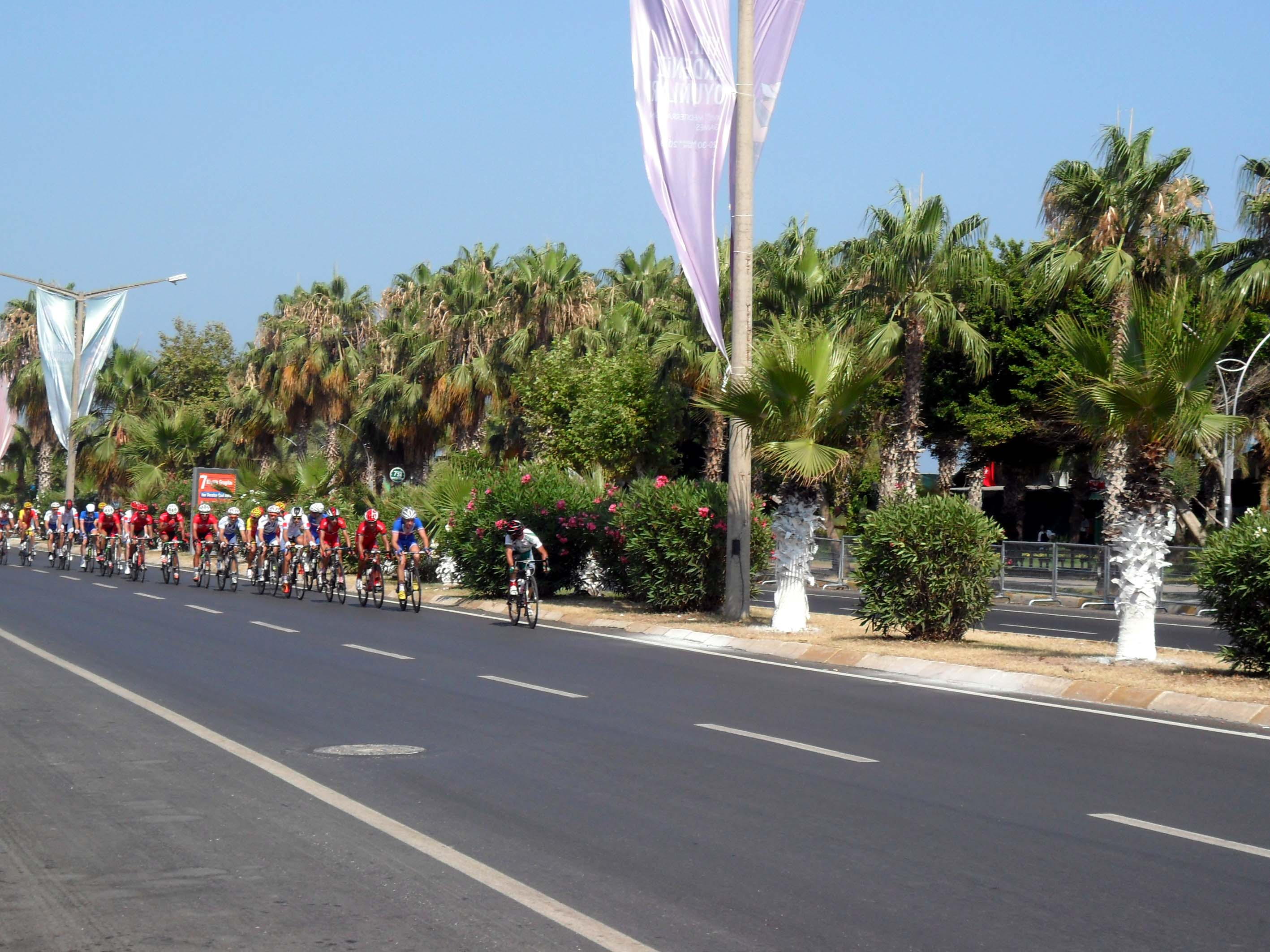
بلوار عدنان مندرس
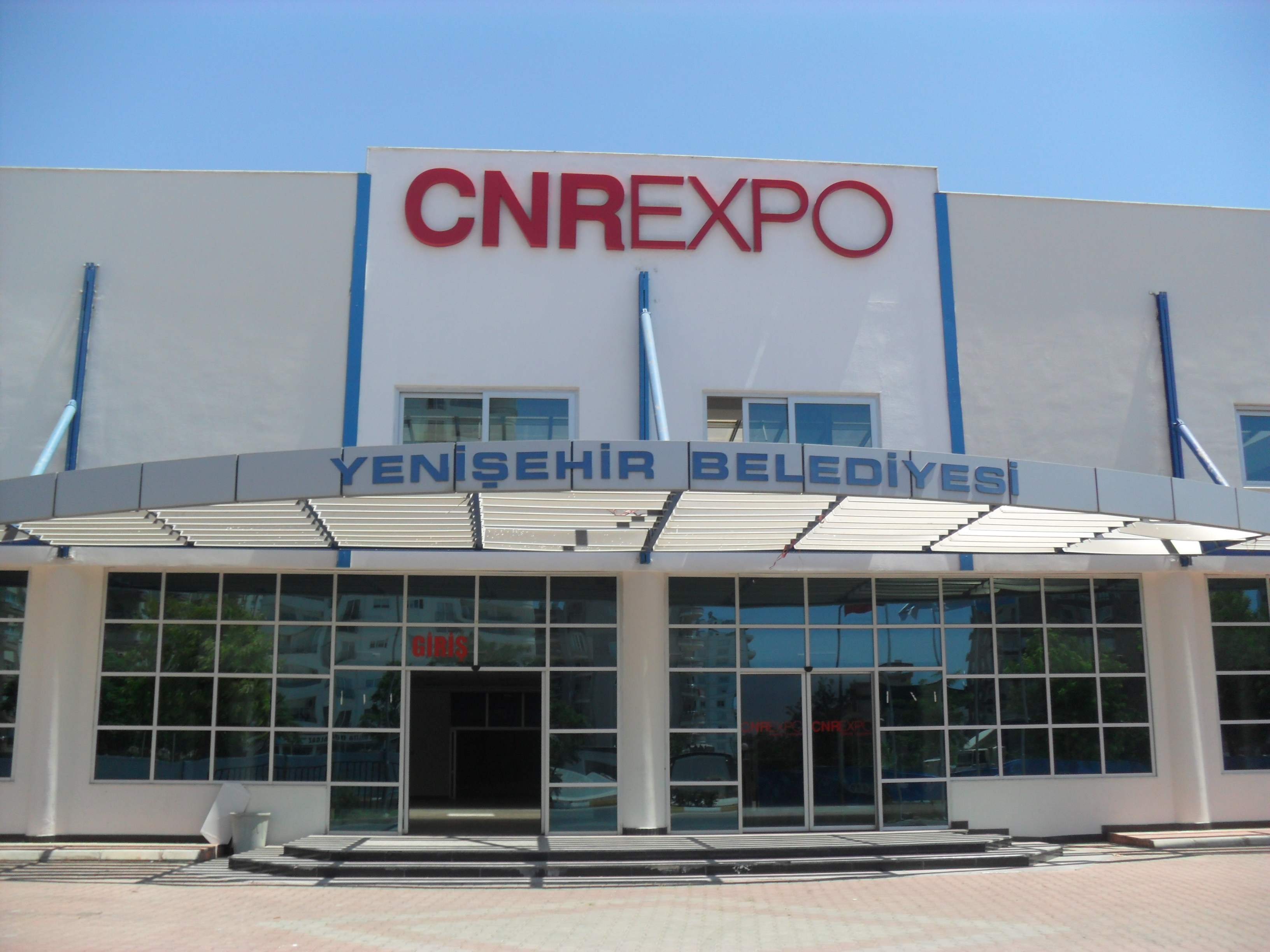
مرکز نمایشگاهی ینی‌شهر